# Tomba dei Tori

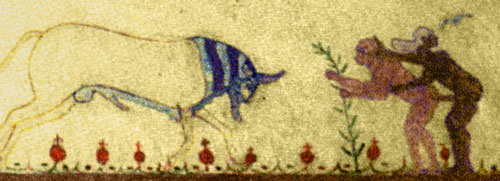
Fresko im Grab der Stiere

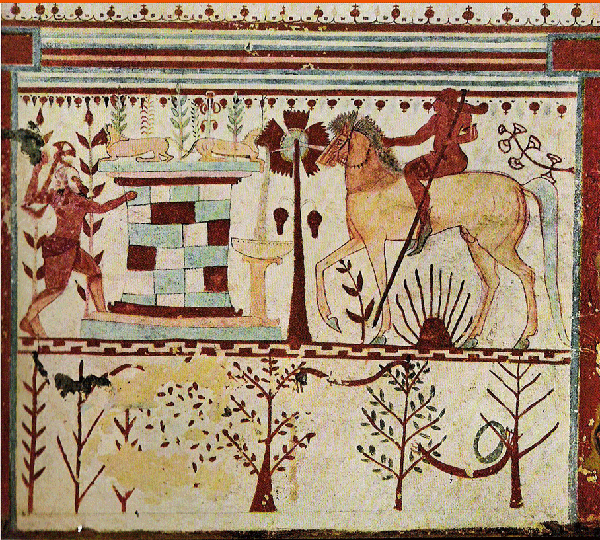
Achilleus-Darstellung

Die Tomba dei Tori (deutsch: „Grab der Stiere“) ist ein dekoriertes etruskisches Grab in Tarquinia in der italienischen Provinz Viterbo. Es ist Teil der Monterozzi-Nekropole, die seit 2004 zum UNESCO-Welterbe gehört.
Das Grab stammt aus der Zeit um 550/540 v. Chr. Es ist insgesamt 15,70 Meter lang; die Hauptkammer ist 4,65 Meter breit und 2,40 Meter hoch. Die Nebenkammer hat die Maße 2,40 Meter × 2,30 Meter; sie ist 1,50 Meter hoch. Das Grab wurde 1892 freigelegt und galt bis 1968 als das älteste bemalte Grab in Tarquinia.

## Malereien
Es ist das einzige Grab, dessen Malerei sich mit einem griechischen Thema beschäftigt. Die Grabmalereien Tarquinias belegen die enge Beziehung zur griechischen Kunst. Bei einigen Gräbern nimmt man an, dass sie von griechischen Künstlern ausgestaltet wurden. Diese müssen jedoch bei der Ausführung ihrer Arbeiten gezwungen gewesen sein, sich dem Farbgeschmack und den Sitten und Gebräuchen des etruskischen Volkes anzupassen. Daher sind trotz des griechischen Einflusses die Themen der Malereien meist nicht griechisch. Das Grab der Stiere bildet eine Ausnahme.

### Achilleus-Darstellung
Die dort dargestellte Szene bezieht sich auf die Geschichte des griechischen Helden Achilleus aus dem trojanischen Sagenkreis, hier den Betrug des Achill an Troilos, dem Sohn des Priamos. Dieses Thema ist oft auf griechischen Vasen dargestellt worden und möglicherweise wurde die Darstellung im Grab von solchen Vasenmalereien beeinflusst. Achill lauert links hinter einem Brunnen und setzt gerade zum Sprung auf den jungen Troilos an, der nichts ahnend auf einem Pferd angeritten kommt. Der Wiedergabe der Natur wurde große Bedeutung beigemessen, wenn auch in weitgehend abstrakten Formen: Im Zentrum steht eine stilisierte Palme, Schilfrohr und Glockenblumen sind über das ganze Bildfeld verteilt und Granatapfelblüten bilden den oberen Rahmen.
Die Tomba dei Tori ist das einzige archaische Grab, das mit Sicherheit eine mythologische Szene zum Inhalt hat. Obwohl der Handlung ein festes ikonographisches Prinzip zugrunde liegt, erscheinen die beiden Gestalten isoliert und beziehungslos nebeneinander gesetzt – nicht in der Einheit einer dramatischen Handlung. Ganz offenbar gibt es hier keine „Ähnlichkeit im Geiste“ zu den Griechen, sondern lediglich stilistisches Kopieren. Die ionische Vorlage verrät sich am deutlichsten in der langen wallenden Haartracht des Troilos.

### Erotische Darstellung
Auf dem oberen Giebelfeld dieser Wand sind zwei „erotische Gruppen“ zu sehen, die mit dem Stiermythos verbunden sind. Über der linken Tür sind ein Mann und eine Frau beim Geschlechtsakt dargestellt, ein zweiter Mann bildet dazu kniend eine Unterlage.
Die Haut der Männer ist dunkel-rotbraun, die der Frau sehr hell gemalt und folgt damit der ägyptischen Kunst. Die Frauen der Etrusker waren wesentlich emanzipierter als die der Griechen oder Römer. Sie durften beispielsweise den Männerwettkämpfen zusehen, was im griechischen Olympia bei Todesstrafe verboten war. In den Grabanlagen wurden Frauen häufig als Herrinnen dargestellt. 
Die Szene über der rechten Tür wird allgemein als homosexuell bezeichnet; dabei ist die passive Person nach der im ganzen altmediterranen Raum üblichen Farbgebung weder Mann noch Frau. Von links läuft ein Stier auf die Gruppe zu, der deutlich erkennbar ein Menschengesicht trägt. Es ist Acheloos, in der Sage eine Erscheinungsform des Dionysos, des rauschhaften Gegenspielers des klassischen Apollon.